# Lucius Flavius Silva Nonius Bassus

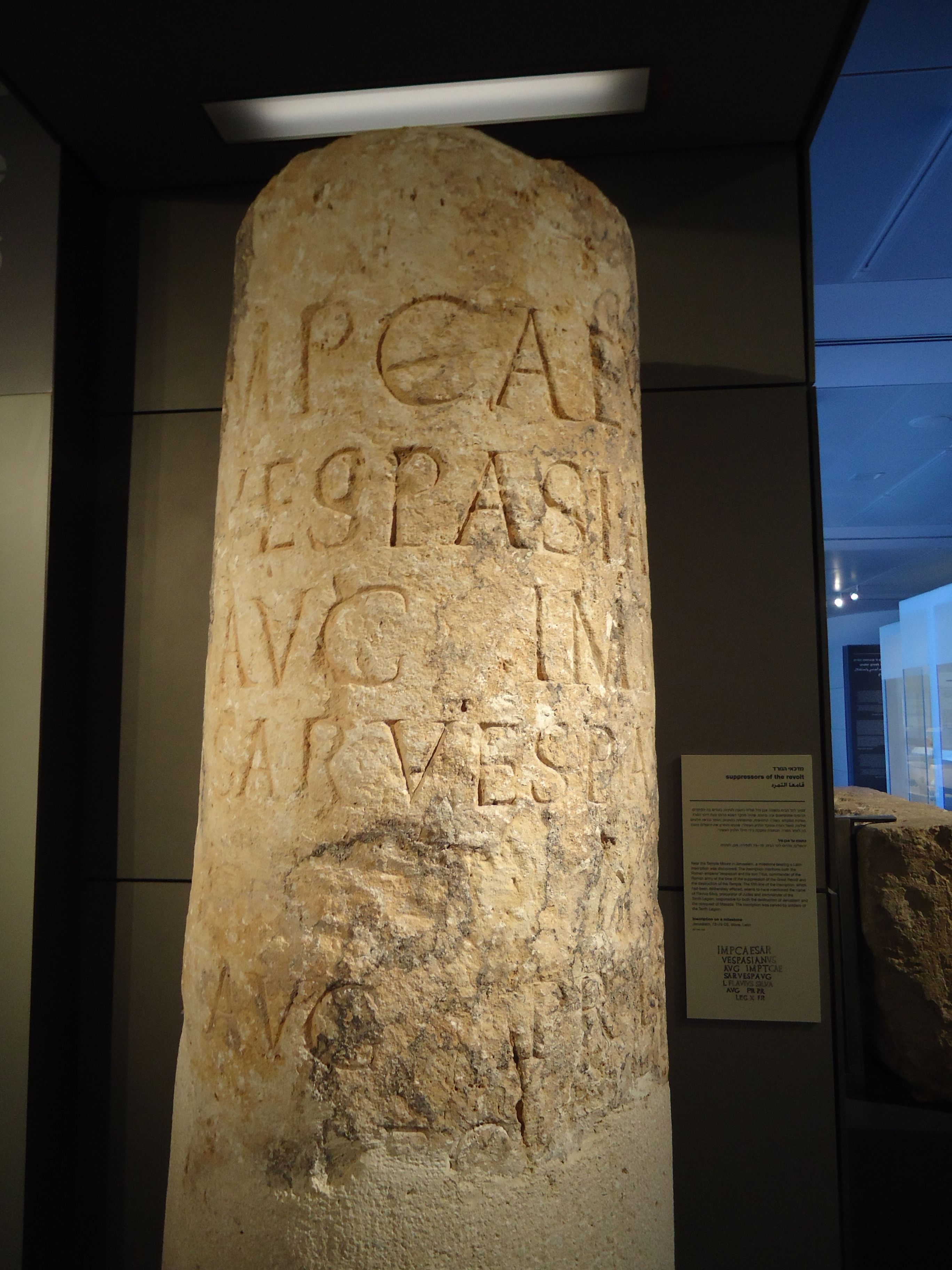
Romeinse mijlpaal (ca. 72-79 n.Chr.), gemaakt door het Legio X Fretensis, gevonden in de buurt van de Tempelberg in Jeruzalem. Op de mijlpaal wordt Vespasianus als keizer vermeld. Ook wordt zijn zoon en toenmalig generaal Titus genoemd. Vermoedelijk bevatte regel 5 de naam Flavius Silva, maar de naam is opzettelijk verminkt. (Israel Museum, Jeruzalem).

Lucius Flavius Silva Nonius Bassus (Urbs Salvia, ca. 40 - Rome, na 81) was een Romeins senator en legeraanvoerder. Hij is vooral bekend geworden omdat onder zijn leiding Massada werd veroverd.

## Afkomst en carrière tot ca. 70
Flavius Silva was afkomstig uit Urbs Salvia, dat tijdens Silva's leven de eervolle status van colonia kreeg. Volgens sommigen is dit direct te danken aan Silva's invloed. Aanvankelijk behoorde Silva tot de stand van de equites.
In 1957 werd in Urbs Salvia een inscriptie gevonden, waarop Silva's cursus honorum staat weergegeven. Uit de inscriptie valt op te maken dat Silva's carrière tot aan 73 de volgende ambten behelst: tresvir capitalis, tribunus militum van het Legio IV Scythica, quaestor, tribunus plebis en legatus legionis van het Legio XXI Rapax. De inscriptie is gevonden bij een amfitheater dat door Silva aan de stad Urbs Salvia geschonken is.
Het ambt van legatus legionis van Legio XXI Rapax bekleedde Silva vermoedelijk tijdens het vierkeizerjaar. Met zijn legioen steunde Silva Vespasianus. Zijn steun moet waardevol zijn geweest, want toen Vespasianus eenmaal keizer was geworden, nam hij Silva op in de senatoriale stand. Silva behoorde tevens tot het college van Pontifices.

## Judea
In 73 werd Silva benoemd tot legatus Augusti pro praetore van Judea, als vervanger van Sextus Lucilius Bassus, die tijdens zijn ambtstermijn was overleden. Judea bevond zich op dat moment in de nasleep van de Joodse oorlog. Heel Judea stond inmiddels weer onder controle van de Romeinen, alleen Massada was nog in handen van de Sicariërs. Silva liet het Legio X Fretensis een beleg slaan om Massada en wist de burcht uiteindelijk in te nemen.

### Einde van de ambtstermijn in Judea
Over het einde van Silva's ambtstermijn heeft lange tijd veel discussie bestaan. In Judea zijn namelijk enkele inscripties (op wat vermoedelijk mijlpalen waren) aangetroffen die vanwege de vermelding van Vespasianus als keizer niet later dan 78 gedateerd kunnen worden en die oorspronkelijk de naam vermeldden van de legatus van Judea. De naam is echter bewust uitgewist van de inscripties, wat het beste verklaard kan worden als het gevolg van een damnatio memoriae. Op een van de inscripties is echter de L. van het praenomen nog zichtbaar.
Bij de publicatie van de inscripties werd voorgesteld dat oorspronkelijk Lucius Flavius Silva vermeld stond. Anderen hebben hier echter bezwaar tegen aangetekend, omdat Suetonius hem niet noemt bij de personen die het slachtoffer werden van het bewind van Domitianus. De inscripties zouden betrekking hebben op Lucius Antonius Saturninus, die in 88/89 in opstand kwam tegen Domitianus en voor wie een damnatio memoriae dan ook goed te verklaren zou zijn. Saturninus zou Silva dan in 78 hebben afgelost als legatus over Judea. De identificatie met Saturninus is echter zeer hypothetisch van aard, daar er geen andere gegevens zijn waaruit kan worden afgeleid dat hij ooit legatus van Judea is geweest.

In 2005 is een inscriptie gevonden in de omgeving van de tempelberg, die moet hebben gestaan op een triomfboog naar aanleiding van de beëindiging van de Joodse oorlog. De naam van de legatus van Judea is ook hier bewust uitgewist, maar het uitwissen is deze keer minder zorgvuldig gebeurd, zodat duidelijk is dat de inscriptie oorspronkelijk de naam "L. Flavius Silva" bevatte. Deze inscriptie maakt duidelijk dat Silva wel degelijk het slachtoffer is geworden van een damnatio memoriae en ondersteunt de opvatting dat de eerder gevonden inscripties oorspronkelijk eveneens de naam van Silva bevatten. Het einde van Silva's ambtstermijn in Judea moet dan ook gedateerd worden in 80.

## Terug in Rome
Terug in Rome werd Silva in 81 door keizer Titus verkozen tot consul, samen met Lucius Asinius Pollio Verrucosus. Gedurende dit jaar werd keizer Titus opgevolgd door Domitianus.
Over Silva's verdere leven is in de historische bronnen niets meer overgeleverd, maar hierboven werd reeds duidelijk dat een damnatio memoriae over hem is uitgesproken. Mogelijk is hij in de eerste jaren van Domitianus' regering ten prooi gevallen aan Domitianus' pogingen om af te rekenen met de 'oude orde'.